# Bois-Arnault
Bois-Arnault es una localidad y comuna francesa situada en la región de Normandía, departamento de Eure, en el distrito de Évreux y cantón de Rugles.

## Demografía
| 628 | 602 | 615 | 630 | 652 | 628 |
| Para los censos de 1962 a 1999 la población legal corresponde a la población sin duplicidades (Fuente: INSEE [Consultar]) |     |     |     |     |     |

## Historia
El pueblo fue creado a raíz de que, por parte del tercer hijo de Arnaut apodado "Arnault du Bois", empezó a cultivar por primera vez en la zona las tierras eriales del bosque de Breteuil en 1120.